# ジョナサン・ヨー
ジョナサン・ヨー（1970年12月18日 - ）は、イギリスの芸術家。ケヴィン・スペイシー、デニス・ホッパー、カーラ・デルヴィーニュ、ダミアン・ハースト、フィリップ王配、エリン・オコナー、トニー・ブレア、デーヴィッド・キャメロンなどを描いた現代肖像画家として、20代前半に国際的に有名になった。 GQは彼を「世界で最も需要の高い肖像画家の一人」と呼んでいる。ウェストミンスター学校に学んだ。
ポルノ雑誌の切り抜きから作ったジョージ・W・ブッシュの非公認の2007年の肖像画によって、ロンドン、ニューヨーク、ロサンゼルスなど世界中で悪評を得た。
2013年のロンドンのナショナル・ポートレート・ギャラリー、2014年のマンチェスターのローリーでの回顧展に続いて、2016年にはフレデリクスボー城の国立歴史博物館でヨーの中途採用調査が行われた。
ヨーは2013年9月のBBCカルチャーショースペシャルで取り上げられた。ヨーのキャリアにおける作品を特集したモノグラフ"The Many Faces of Jonathan Yeoは、同月にロンドンの出版社Art / Booksから出版された
。
ヨーの絵画はロンドンのナショナル・ポートレート・ギャラリー、ニューカッスル・アポン・タインのレイング・アート・ギャラリー、デンマークのフレデリクスボー城の国立歴史博物館、ロイヤル・コレクションにおいて常設展に含まれている。
2016年2月、Netflixのシリーズ、ハウス・オブ・カードでのフランシス・J・アンダーウッド大統領役の俳優ケビン・スペイシーのヨーによる肖像画が、ワシントン・D.C.のスミソニアン・ナショナル・ポートレート・ギャラリーで発表された。スペイシーは、架空のアンダーウッド大統領になりきってこの絵を発表し、「スミソニアンが価値ある機関としての地位を証明し続けていることを嬉しく思います。私は自分が大統領であることを他の国々に納得させることに一歩近づいています。」とジョークを飛ばした
。Netflixは、同日の夜に初公開されたハウス・オブ・カードの第4シーズンの宣伝として、美術館、俳優、芸術家の合作短編映画を制作した
。 
2016年3月、フレデリクスボー城にある国立歴史博物館で、これまでで最大の回顧展が開かれた。女優でモデルのカーラ・デルヴィーニュの新しい連作絵画も、展示の一環として美術館で発表された。これらの作品の製作期間は18か月に及び、画像の作成と独自性の発揮に取り組んだ。 ヨーは「過去5年間我々が行ってきた自画像画像、つまり「セルフィー」の操作、読解は、16世紀の肖像画家や観客の活動と、写真誕生以来のどの芸術運動よりもはるかに共通しています。」と述べている。デンマークの元首相、ヘレ・トーニング＝シュミットの肖像画もこの展覧会のオープニングで発表され、常設展の一部として博物館に残された。「In The Flesh」というタイトルの新しいモノグラフが、展覧会と同時に博物館から出版された。

## 経歴
ヨーは、20代の頃、ホジキンリンパ腫から回復する間、絵画を独学で学んだ。 2000年代前半に、彼は著名人の現代的かつ写実主義的な肖像画で知られるようになった。彼が描いた人には、俳優のデニス・ホッパー、ジュード・ロウ、クリスティン・スコット・トーマス、リリー・コール、ニコール・キッドマン、ターナー賞を受賞した美術家のグレイソン・ペリー、サヴィル・ロウの仕立屋オズワルド・ボーテング、元デンマーク首相のヘレ・トーニング＝シュミット、コーンウォール公爵夫人、メディア王ルパート・マードックがいる
。2005年、彼のエリン・オコナーの肖像画は、ロンドンのナショナル・ポートレート・ギャラリーの世界へ向けた宣伝に使用された。この絵は、2011年に発行されたBP・ポートレート賞の「500 Portraits'」の表紙として使用された
。
ヨーは、 2001年イギリス総選挙の公式選挙画家（Election Artist）として庶民院から任命され、3大政党の指導者を描いた。「比例代表制（Proportional Representation)」と題された三連祭壇画（triptych）はトニー・ブレア、ウィリアム・ヘイグ、チャールズ・ケネディがそれぞれの人気に応じた大きさのキャンヴァスに描かれている。
2006年には、フィリップ王配の肖像画を描いた。若い頃に絵を習っていたフィリップはその頃描いた自分の習作をヨーに見せ意見を求めた。ヨーによると彼の絵は印象派の作品に似てソフトでロマンチックな色使いだったという。
2008年1月、トニー・ブレア前首相の公式肖像画が発表され、イラク戦争への明確な言及は大衆の心に響いた。それは、赤いケシの花（イギリス人の戦争の記憶の象徴）を身に着けた年老いて疲れたようなブレアを描いていた。ヨーは、作品全体で取り上げた政治的な主題に則して、2009年には首相に選出される直前のデービッド・キャメロンを全身像を描いた。この肖像画は2010年のオークションで20万ポンドで落札された。
2010年から2012年の間に、ヨーは美容整形手術に基づいた作品を制作した。彼は、伝統的な肖像画とは対照的に、術前と術後の状態の女性の顔を描いた。この一連の作品は、ロンドンのラザリデス・ギャラリーでの「You're Only Young Twice」(諺の「若い時は一度だけ」の捩り）、ベルリンのサークル・カルチャー・ギャラリーでの「(I’ve Got You) Under My Skin」（I've Got You Under My Skin、あなたはしっかり私のものという歌が存在する）の二つの個展で展示された。
ロンドンのナショナル・ポートレート・ギャラリーでの「ジョナサン・ヨーの肖像画」（2013年- 2014年）では、ヨーの新旧の作品から選ばれたものが展示された。新しい肖像画には、芸術、演劇、政治など、専門分野で重要な功績を残した人々が含まれていた。モデルには、ドリーン・ローレンス、ケビン・スペイシー、ダミアン・ハースト、マララ・ユサフザイ、グレイソン・ペリーがいた。
これらの作品は2014年にはサルフォードのローリー・ギャラリーで 、2015年には同国の前首相、ヘレ・トーニング＝シュミットの肖像画をヨーが書いたことを記念してデンマークのフレデリクスボー城の国立歴史博物館で展示された。
ヨーはソーホー・ハウス・グループの芸術顧問を務めている
。彼は世界中のクラブを共同監修し、ロンドンのディーン・ストリート・タウンハウスやベルリンのソーホー・ハウスなどの壁を飾る、今では悪名高いポルノや葉の壁紙をデザインした。また彼は、は、2010年美術館芸術基金賞（2010 Art Fund Prize for museums）の審査員を務めた
。2014年にはBP肖像画賞（BP Portrait Prize）の審査員に加わった。
2011年4月、エリザベス女王はヨーにロイヤルコレクションのデイビッド・アッテンボローの肖像画を描くよう依頼した。
2024年5月、チャールズ国王即位後初となる公式肖像画が公開された。

## 論争
2003年、ヨーは、当時のICA（Institute of Contemporary Arts)会長であり、起業家、王立肖像画家協会（Royal Society of Portrait Painters）のパトロンでもあるイヴァン・マッソウ（Ivan Massow）の正面丸見えのヌードのディプティクを描いた。
ヨーは、2007年に、「Bush」というタイトルのジョージ・W・ブッシュ物議をかもす肖像画を制作し、世界中の注目を集めた。米国大統領を描くための委員会が設され、その後撤回されたとの報道の後、ヨーはそれにも関わらず大統領のイメージを作り、肖像画をポルノを用いてコラージュで制作した。この作品の後、ヨーは同じ方法で制作したコラージュ（主に肖像画と裸体画）を多く展示するようになった。
2008年のこれらの展示会の最初に、ヨーはバンクシーのキャリアを立ち上げたことで知られる、アウトサイダー・アートとストリート・アート専門のディーラーであるスティーヴ・ラザリデスが所有するラザリデス・ギャラリーで「Blue Period」を発表した。ブッシュのポルノの肖像画だけでなく、ヒュー・ヘフナーとルシアン・フロイドの新しいコラージュも披露された。
ジョージ・ブッシュのコラージュは、2007年12月にベツレヘムで開催されたバンクシーの監修による「Santa's Ghetto」展に向かう途中でイスラエルの税関に押収されたと報じられた。
ヨーの最初のアメリカでの個展である「Porn in the  USA」(スプリングスティーンの曲はボーン・イン・ザ・U.S.A.)は、ロサンゼルスのビバリーヒルズでラザリデスによって開催され、批評家の絶賛を得た。 「Bush」（2007年）の成功に続き、この展覧会では、ポルノの切り抜きのコラージュで作られたタイガー・ウッズとサラ・ペイリンの肖像画が披露された
。
ヨーは、故デニス・ホッパーのコレクションの販売をめぐる論争に関わる2つの作品を持っていた。彼はアンディ・ウォーホル、ジュリアン・シュナーベルとともに、ホッパーから肖像画を描くように依頼された3人の芸術家のうちの1人だった。ホッパーは自分の仕事を「時代を超越した絶妙な」ジョナンサン・ヨーのモデルだと表現した
。

## 批評家の反応
ジョナサン・ジョーンズは、ブレアの肖像画についてのガーディアン紙のレビューで、ヨーとブレアが元首相のイメージを操作するために共謀したと非難し、次のように主張している。「ブレアはケシの花を着けて部屋へ入り、この絵のように寂しく座る。しかしその芸術家に、密告者たるその花を持ち帰るようささやいて。」
一部のコメンテーターは、ヨーが政治家や有名人をからかう肖像画やその他の作品を作ることによって、彼は実際では非常にうまく描いているが、モデルとなった人々を疎外する危険があると述べている。 NPGのディレクターであるSandy Nairneは、ヨーがポルノコラージュのテーマを前面に出しすぎていることを懸念しているという。「ブッシュのコラージュはしっぺい返しだった。そして、それには特定の論理がありました。より困るのは、この後に何が起こることです。」 
ナショナル・ギャラリーとロイヤル・アカデミーの元ディレクターであるチャールズ・ソーマレス・スミスは、ルシアン・フロイドのポルノコラージュについて次のように述べている。「ヨーは肖像画の若き新星であり、フロイドは広く認められた巨匠だ。これは過去の伝統へのオマージュだ。画家は、彼らが私淑した他の芸術家の肖像画を頻繁に描いた。確かに、このフロイトのものは、ヨーが別の次元、つまり人々の私的な部分を使用しているため、かなり異なるが。」
ヨーのナショナル・ポートレート・ギャラリーでの展覧会の開始時、ガーディアン紙は彼を「英国で最も高く評価されている肖像画家の1人」であるジョナサン・ヨーのマララ・ユサフザイの肖像画が初めて展示されたと書き 、GQは彼を「世界で最も需要の高い肖像画家の1人」と呼んだ。マララ・ユサフザイは、ヨーが彼女の絵を描くことを頼んだことに感動し、自分の写真がナショナル・ポートレート・ギャラリーに飾られることを「光栄に思った」と語った。

## 私生活
ヨーはイギリスの政治家ティム・ヨー（Tim Yeo）の息子である。妻は元女優でジャーナリストのシェバ・ロネー（Shebah Ronay）である。ロンドン在住、2人の娘がいる。

## 著名な展示
個展：
- フレデリクスボー城、デンマーク国立歴史博物館、2016年3月20日– 6月30日
- Exposure、サークル・カルチャー・ギャラリー、ハンブルク、2015年7月10日– 2015年10月28日
- レイング・アート・ギャラリー、ニューカッスル・アポン・タイン、2014年11月8日〜2015年2月15日
- ローリー・ギャラリー、2014年3月14日〜2014年6月29日[27]
- ナショナル・ポートレート・ギャラリー、2013年9月11日〜2014年1月5日[28]
- （I've Got You）Under My Skin、サークル・カルチャー・ギャラリー、ベルリン、2012年11月9日-2013年2月28日[29]
- You're Only Young Twice、ラザリデス、ロンドン、2011年12月9日-2012年1月21日[30]
- Porn in the USA、ラザリデス・L.A.、ビバリー・ヒルズ、2010年7月9日-8月8日
- Blue Period、ラザリデス、ロンドン、2008年6月5日-7月11日[20]
- Jonathan Yeo's Sketchbook、イレブン、ロンドン、2006年2月17日〜3月17日